# 乙女新党
乙女新党（おとめしんとう）は、2012年から2016年まで活動していた日本の女性アイドルグループ。レーベルはバップ。

## 概要
「ポジティブな“2軍”やや中学生アイドル」をコンセプトに、乙女のマニフェストこと乙女ニフェストに「わたしたちが日本を元気にします！ …できる範囲で」を掲げ、2軍のアイドルとして活動している。2軍とは「どこのクラスにもいそうで、それでいてちょっと気になる女の子」の意。
葵、荒川、高橋、田尻の出会いは2012年夏。日本テレビのバラエティ番組『ようこそ!東池袋ヒマワリ荘』の出演である。同番組より、出演メンバーの中から、2013年1月から放送されるテレビアニメへのキャスティングと、主題歌の担当、CDデビューが約束されていた。同番組のエンディングの楽曲歌唱コーナーでは、アニメ『ゆるゆり』のテーマ曲「ゆりゆららららゆるゆり大事件」を奇しくも葵、荒川、高橋、田尻の4人で歌った回があった。
2012年12月に結成。2013年2月に1stシングル『もうそう★こうかんにっき』でCDデビュー。2014年7月に葵、荒川が卒業、相原、緒方、其原、長谷川が加入。目標はNHK紅白歌合戦と日本レコード大賞に出場、日本武道館で公演を行うこと。
ファンのことは「党員」と呼ばれる。

## メンバー
高橋優里花（）
1997年7月22日生まれ（27歳）、東京都出身。ベリーベリープロダクション所属。イメージカラーはピンク。
キャッチコピーは『ふわふわピンクな 動物大好き 高橋優里花』。
グループのリーダー（党首）を務める。　解散後は、「いちごみるく色に染まりたい。」のメンバー兼プロデューサーとして活動。2017年8月31日、「いちごみるく色に染まりたい。」からの脱退と芸能界引退を発表した 。11月19日に開催されるグループの1周年ワンマンライブをもって完全に引退。
田尻あやめ（）
1998年5月28日生まれ（27歳）、静岡県出身。ライジングプロダクション所属。イメージカラーはイエロー。
キャッチコピーは『元気120% やる時はやるこ 田尻あやめ』。
現在はYoutuberとして活動中。
相原まり（）
1999年12月24日生まれ（25歳）、神奈川県出身。プラチナムプロダクション所属。イメージカラーはブルー。
キャッチコピーは『ちっちゃい体にでっかいハート！ 負けず嫌いの14歳 相原まり』。
2014年7月5日加入。
姉は女優の相原えみり。
緒方 真優（）
1999年10月15日生まれ（25歳）、東京都出身。ふわふわれこーど所属。イメージカラーはグリーン。
キャッチコピーは『尊敬する人はお兄ちゃん みんなの妹 緒方真優』。
2014年7月5日加入。
其原有沙（）
2001年8月24日生まれ（23歳）、東京都出身。スペースクラフトジュニア所属。イメージカラーはレッド。
キャッチコピーは『これもありさー！ それもありさー！ なんでもありさー！ 頑張り屋の12歳 其原有沙』。
2014年7月5日加入。
長谷川愛里（）
2001年8月27日生まれ（23歳）、新潟県出身。パール所属。イメージカラーはホワイト。
キャッチコピーは『めげない！逃げない!!へこたれない!!!「Happyオーラ」全開 長谷川愛里』。
2014年7月5日加入。

### 旧メンバー
葵わかな（）
1998年6月30日生まれ（27歳）、神奈川県出身。スターダストプロモーション所属。イメージカラーはブルー。
キャッチコピーは『青い空！ 青い海！ 青いわかな！ しっかりものの14歳！ 葵わかな』。
2014年7月5日卒業。
2017年10月 - 2018年3月まで放送されていたNHK連続テレビ小説『わろてんか』において、ヒロイン・藤岡（北村）てん役を務めていた。
荒川ちか（）
1999年7月29日生まれ（25歳）、神奈川県出身。ベリーベリープロダクション所属。イメージカラーはレッド。
キャッチコピーは『奇跡を信じて！ いちかばちか駆け抜けろ！ レッドの荒川ちか』。
2014年7月5日卒業。

## 略歴

### 2012年
- 12月6日 - 結成[13]。当時のキャッチフレーズは「ポジティブな“2軍”中学生アイドル」[26]。
- 12月8日 - ニコニコ生放送にて『中学生アイドル 乙女新党のふわふわマニフェスト会議』を開始[27]。
- 12月26日 - デビュー発表会見を行う[28]。

### 2013年
- 2月20日 - 1stシングル「もうそう★こうかんにっき」発売[14][29]。
- 3月22日 - 高橋の中学校卒業に伴い、キャッチフレーズを「ポジティブな“2軍”ほぼ中学生アイドル」と変更することを発表[26]。
- 8月7日 - 2ndシングル「2学期デビュー大作戦!!」発売[30]。
- 11月5日 - オフィシャルファンクラブ「乙女新党後援会」発足[31][32]。
- 11月27日 - 3rdシングル「お受験ロッケンロール」発売[31]。
- 12月22日 - TSUTAYA O-Crestにて、1stワンマンライブ「冬だ！2軍のウィンターカーニバル2013〜乙女サンタがやってきた！〜」を開催[33][34]。

### 2014年
- 3月5日 - 4thシングル「サクラカウントダウン」発売[35]。
- 3月9日 - 『ほぼ中学生アイドル 乙女新党のふわふわマニフェスト会議』が終了[36][37]。
- 3月13日 - 通販サイトがオープンされる[38]。
- 3月23日 - 代官山UNITにて、2ndワンマンライブ「春だ！2軍のスプリングカーニバル2014〜“ほぼ中学生”から”ほぼ高校生”へ〜」を開催[39]。同年7月5日に行われるワンマンライブをもって、荒川と葵が卒業し、今後は高橋、田尻を中心に新メンバーを加えて活動を継続していくことが発表された[40]。
- 4月1日 - 葵と田尻の中学校卒業に伴い、キャッチフレーズを「ポジティブな“2軍”ほぼ高校生アイドル」と変更[6]。
- 4月24日 - 新メンバー募集要項を発表[41]。
- 6月25日 - 1stアルバム『乙女新党 第一幕 〜始まりのうた〜』発売[41]。
- 7月5日 - 六本木ブルーシアターにて、3rdワンマンライブ「乙女新党 3rdワンマンライブ 卒業 そして始まりのうた」を開催。葵、荒川が卒業、相原、緒方、其原、長谷川が加入[15]。キャッチフレーズを「ポジティブな“2軍”ほぼ中学生アイドル」と変更[24]。
- 8月2日 -「TOKYO IDOL FESTIVAL 2014」で6人初めてのステージを披露。
- 8月27日 - 1stDVD『乙女新党 3rdワンマンライブ 〜卒業 そして始まりのうた〜』発売[42]。
- 11月2日 -  早稲田大学15号館202教室にて、「乙女新党のすゝめ in 早稲田祭2014」を開催

ニコニコ生放送にて『乙女新党ふわふわサミット』を開始。
- 11月26日 - 5thシングル「ビバ!乙女の大冒険っ!!」発売[45][46]。
- 12月6日 - Party RocketsがAKIBAカルチャーズ劇場にて行った定期公演「パティロケのRockin' Saturday!」にて、2015年に「乙女 Rockets」として4都市をめぐる「乙女Rockets スプリットツアー2015 SPRING supported by 生メール」を行うことを発表した[47][48][49]。
- 12月27日 - TSUTAYA O-WESTにて、4thワンマンライブ「ビバ！乙女の大冒険っ!!」を開催[50][51]。

### 2015年
- 3月8日 - 仙台MACANAにて、「乙女Rockets スプリットツアー2015 SPRING supported by 生メール」を開催[52][53]。
- 3月14日 - RAD HALLにて、「乙女Rockets スプリットツアー2015 SPRING supported by 生メール」を開催[52]。
- 3月15日 - OSAKA MUSEにて、「乙女Rockets スプリットツアー2015 SPRING supported by 生メール」を開催[52]。
- 3月28日 - 新宿BLAZEにて、「乙女Rockets スプリットツアー2015 SPRING supported by 生メール」を開催[52][54]。
- 4月5日 - 相原と緒方の中学校卒業に伴い、キャッチフレーズを「ポジティブな“2軍”やや中学生アイドル」と変更[1]。
- 5月27日 - 6thシングル「キミとピーカン☆NATSU宣言っ!!!」発売[55]。
- 6月13日 - AKIBAカルチャーズ劇場にて、定期公演「乙女新党 ガムシャラ党大会 vol.1」を開催[56]。
- 6月25日 - 新宿BLAZEにて、「DOUBLE COLOR session7 乙女新党 × 東京パフォーマンスドール」を開催[57][58]。
- 7月5日 - 赤坂BLITZにて、5thワンマンライブ「乙女新党5thワンマンライブ〜キミとピーカン☆NATSU宣言っ!!!〜」を開催[59]。本公演にて「劇団・乙女新党」が旗揚げとなった[60]。
- 7月11日 - AKIBAカルチャーズ劇場にて、定期公演「乙女新党 ガムシャラ党大会 vol.2」を開催。
- 8月16日 - AKIBAカルチャーズ劇場にて、定期公演「乙女新党 ガムシャラ党大会 vol.3」を開催[61]。
- 9月13日 - AKIBAカルチャーズ劇場にて、定期公演「乙女新党 ガムシャラ党大会 vol.4」を開催
- 9月16日 - 2ndDVD『乙女新党 第二幕 〜GROWING UP〜』発売[62]。
- 10月10日 - AKIBAカルチャーズ劇場にて、定期公演「乙女新党 ガムシャラ党大会 vol.5」を開催
- 11月7日 - 早稲田大学15号館203教室にて、「乙女新党のすゝめ in 早稲田祭2015」を開催[63]。
- 11月13日 - DAIKANYAMA UNITにて、「乙女新党 vs 清 竜人25」を開催[64]。
- 11月14日 - AKIBAカルチャーズ劇場にて、定期公演「乙女新党 ガムシャラ党大会 vol.6」を開催[65]。
- 11月18日 - 7thシングル「ツチノコっていると思う...？♡」発売[66]。
- 12月12日 - AKIBAカルチャーズ劇場にて、定期公演「乙女新党 ガムシャラ党大会 vol.7」を開催
- 12月19日 - 名古屋ライブホールM.I.Dにて、6thワンマンライブ「乙女新党ワンマンライブツアー2015〜ツチノコ探して東名阪♡〜 supported by SPINNS」を開催[60]。
- 12月20日 - umeda AKASOにて、6thワンマンライブ「乙女新党ワンマンライブツアー2015〜ツチノコ探して東名阪♡〜 supported by SPINNS」を開催[60]。
- 12月23日 - ラフォーレミュージアム六本木にて、6thワンマンライブ「乙女新党ワンマンライブツアー2015〜ツチノコ探して東名阪♡〜 supported by SPINNS」を開催[60]。

### 2016年
- 3月2日 - 8thシングル「雨と涙と乙女とたい焼き」発売[67]。
- 5月16日 - 7月3日をもってグループを解散することを発表[68]。解散については日々の活動の中でメンバーの今後についてそれぞれの道へと進んだ方が良い時期が来たと考え、運営としてこの度解散を決断したという。
- 6月29日 - 2ndアルバム『乙女新党 第二幕 〜旅立ちのうた〜』発売。
- 7月3日、渋谷O-WESTで行われたライブをもって解散した。

## 作品
順位は、オリコン週間ランキング最高位
レーベル
ふわふわれこーど（2013年2月 - 2014年9月）
バップ（2014年10月 - 2016年7月）

### シングル
| # | 発売日         | タイトル                      | 規格品番                         | 順位 |
| - | -------------- | ----------------------------- | -------------------------------- | ---- |
| 1 | 2013年2月20日  | もうそう★こうかんにっき       | QZCF-1601 QZCF-1001              | 37位 |
| 2 | 2013年8月7日   | 2学期デビュー大作戦!!         | QZCF-1602 QZCF-1002              | 41位 |
| 3 | 2013年11月27日 | お受験ロッケンロール          | QZCF-1603 QZCF-1604 QZCF-1003    | 39位 |
| 4 | 2014年3月5日   | サクラカウントダウン          | QZCF-1605 QZCF-1606 QZCF-1004    | 23位 |
| 5 | 2014年11月26日 | ビバ！乙女の大冒険っ!!        | VPCC-82649 VPCC-82650 VPCC-82321 | 14位 |
| 6 | 2015年5月27日  | キミとピーカン☆NATSU宣言っ!!! | VPCC-82654 VPCC-82655 VPCC-82329 | 16位 |
| 7 | 2015年11月18日 | ツチノコっていると思う...？♡  | VPCC-82657 VPCC-82658 VPCC-82334 | 15位 |
| 8 | 2016年3月2日   | 雨と涙と乙女とたい焼き        | VPCC-82659 VPCC-82660 VPCC-82337 | 12位 |

#### 配信
| 発売日        | タイトル               | 備考                                 |
| ------------- | ---------------------- | ------------------------------------ |
| 2014年7月30日 | 凸凹解決せんせーしょん | 『あやめと優里花 from 乙女新党』名義 |

### アルバム
| # | 発売日        | タイトル                         | 規格品番            | 順位 |
| - | ------------- | -------------------------------- | ------------------- | ---- |
| 1 | 2014年6月25日 | 乙女新党 第一幕 〜始まりのうた〜 | QZCF-3601 QZCF-3001 | 39位 |
| 2 | 2016年6月29日 | 乙女新党 第二幕 〜旅立ちのうた〜 | VPCC-81876          | 25位 |

### 映像作品
| # | 発売日        | タイトル                                               | 規格品番       |
| - | ------------- | ------------------------------------------------------ | -------------- |
| 1 | 2014年8月27日 | 乙女新党 3rdワンマンライブ 〜卒業 そして始まりのうた〜 | QZBF-5001 DVD  |
| 2 | 2015年9月16日 | 乙女新党 第二幕 〜GROWING UP〜                         | VPBQ-19094 DVD |

### タイアップ
| タイトル                      | タイアップ | 収録作品                                             |
| ----------------------------- | --- | ---------------------------------------------------- |
| もうそう★こうかんにっき       | 日本テレビ系アニメ『GJ部』オープニングテーマ | 「もうそう★こうかんにっき」                          |
| 2学期デビュー大作戦!!         | 日本テレビ系アニメ『帰宅部活動記録』オープニングテーマ バラエティ番組『スパルタンMX』エンディングテーマ | 「2学期デビュー大作戦!!」                            |
| 乙女新党のうた                | バラエティ番組『スパルタンMX』エンディングテーマ | 「2学期デビュー大作戦!!」                            |
| お受験ロッケンロール          | バラエティ番組『スパルタンMX』エンディングテーマ バラエティ番組『それゆけ!ゲームパンサー!』11月度エンディングテーマ テレビ岩手『らどんぱ！』1 - 3月エンディングテーマ テレビアニメ『マジンガーZIP!』（2014年2月28日）挿入歌 | 「お受験ロッケンロール」                             |
| サクラカウントダウン          | バラエティ番組『スパルタンMX』エンディングテーマ 音楽番組『ミュージックドラゴン』パワープレイ 情報・バラエティ番組『PON!』3月エンディングテーマ                                                                             | 「サクラカウントダウン」                             |
| わんだほーにゃんだほー        | 日本テレビ系アニメ『47都道府犬R』エンディングテーマ 日本テレビ系アニメ『にゃ〜めん』エンディングテーマ | 「サクラカウントダウン」                             |
| 凸凹解決せんせーしょん        | UHFアニメ『人生相談テレビアニメーション「人生」』オープニングテーマ | 「凸凹解決せんせーしょん」 「ビバ!乙女の大冒険っ!!」 |
| ビバ!乙女の大冒険っ!!         | UHFアニメ『愛・天地無用!』エンディングテーマ 音楽番組『ミュージックドラゴン』パワープレイ | 「ビバ!乙女の大冒険っ!!」                            |
| キミとピーカン☆NATSU宣言っ!!! | バラエティ番組『徳井と後藤と麗しのSHELLYが今夜くらべてみました』5月エンディングテーマ | 「キミとピーカン☆NATSU宣言っ!!!」                    |
| ツチノコっていると思う...？♡  | 音楽番組『Music B.B.』11月エンディングテーマ | 「ツチノコっていると思う...？♡」                     |
| 雨と涙と乙女とたい焼き        | 日本テレビ系アニメ『ナースウィッチ小麦ちゃんR』エンディングテーマ | 「雨と涙と乙女とたい焼き」                           |

## 出演

### ネット配信
- 「中学生アイドル 乙女新党のふわふわマニフェスト会議 @ニコニコ本社」（2012年12月29日、ニコニコ生放送） - MC：星野卓也[80][81]
- 「乙女新党ふわふわサミット」（2014年11月2日 - 、ニコニコ生放送） - MC：金成公信（ギンナナ）[82][83]

### イベント

#### 2013年
- 3月20日 - ディファ有明にて行われた「ピチレモン 春の大学園祭」のLIVE ACTに出演[84]。
- 5月19日 - サイエンスホールにて行われた「グッジョぶの音楽祭」にゲストとして出演[3]。
- 6月23日 - ダイバーシティ東京フェスティバル広場にて行われた「@JAM 2013」に出演[85]。
- 7月7日 - 新木場STUDIOCOASTにて行われた「アイドル横丁夏まつり!!〜2013〜」に出演[86]。
- 7月27日 - Zepp Tokyoなどにて行われた「TOKYO IDOL FESTIVAL 2013」に出演[87][88]。
- 8月31日 - 東京都青梅市にある御岳山頂（武蔵御嶽神社境内）に標柱を寄贈[89]。
- 10月18日 - 渋谷パルコにて行われた「シブカル祭。2013」に出演[90]。
- 10月6日 - 赤坂BLITZにて行われた「アイドル甲子園〜秋季大会〜」に出演[91]。
- 10月20日 - AKIBAカルチャーズ劇場にて行われた「@JAM NEXT vol.0 〜@JAM the Field 直前祭〜」に出演[92]。
- 10月26日 - SHIBUYA-AXにて行われた「@JAM the Field vol.4」に出演[93]。
- 11月9日 - SENDAI CLUB JUNK BOXにて行われた「TOWER RECORDS × Deja Vu presents 〜Girls Music Live〜 feat.GN」に出演[94]。

#### 2014年
- 1月25日 - 埼玉県秩父市にある秩父ミューズパークに森を守る楓を寄贈する[95]。
- 2月16日 - 恵比寿LIQUIDROOMにて行われた「@JAM the Field vol.5〜idol collection〜」に出演[96]。
- 4月29日 - 日比谷小音楽堂にて行われた「TOKYOアイドルパークin日比谷」に出演[97]。
- 5月31日 - Zepp DiverCityにて行われた「@JAM 2014」に出演[98]。
- 8月2日〜3日 - フジテレビ湾岸スタジオにて行われた「TOKYO IDOL FESTIVAL 2014」に出演[99][100]。
- 8月9日 - 日本テレビタワーにて行われた「汐博2014・夏のPON!祭り」に出演[101][102]。
- 8月10日 - AKIBAカルチャーズ劇場にて行われた「@JAM NEXT 番外編 〜出れんの!?@JAM!? 最終公開オーディション審査〜」に出演[103][104]。
- 8月16日 - 由比ヶ浜・音霊 OTODAMA SEA STUDIOにて行われた「POP PARADE presents 〜いざ、鎌倉！由比ヶ浜！〜アイドル・オン・ザ・ビーチ with 地球外有機生命体」に出演[105][106]。
- 8月24日 - 渋谷公会堂にて行われた「TIARA IMPACT Vol.1」に出演。
- 8月29日 - 新宿ReNYにて行われた「アイドル甲子園 2014 夏 最終戦」に出演[107]。
- 8月31日 - 横浜アリーナにて行われた「@JAM EXPO 2014」に出演[108][109]。
- 11月1日 - 新木場STUDIO COASTにて行われた『アイドル甲子園FESTIVAL』 supported by 生メールに出演
- 11月11日 - TSUTAYA O-WESTにて行われた「清 竜人ハーレム♡フェスタ2014 Vol.2」に出演[110]。
- 12月6日 - スタジオアルタにて行われた「Kawaiian TV LIVE」に出演[111]。

#### 2015年
- 1月11日 - IMA HALLにて行われた「人生相談テレビアニメーション「人生」スペシャルイベント 〜人生は楽しい！」に田尻と高橋が「あやめと優里花 from 乙女新党」名義でゲストとして出演[111]。
- 2月15日 - NHKホールにて行われた「Coming Next 2015」に出演[112]。
- 3月1日 - 赤坂BLITZにて行われた「アイドル甲子園 in 赤坂BLITZ」に出演[113][114]。
- 3月13日 - TFMホールにて行われた「「妄想科学デパートAKIBANOISE」番組公開収録&らいぶ」に出演[49]。
- 4月18日 - サンリオピューロランド・知恵の木ステージにて行われた「こすぷれふぇすた3 in サンリオピューロランド」に出演[115][116]。
- 5月4日 - 読売ジャイアンツ球場にて行われた「プロ野球イースタン・リーグ、読売ジャイアンツ対東北楽天ゴールデンイーグルス2軍戦」の始球式に出演[117]。
- 5月30日 - Zepp DiverCityにて行われた「@JAM 2015」に出演[118]。
- 6月6日 - ニコファーレにて行われた「『TOKYO IDOL PROJECT』マンスリーライブVol.4」に出演[119]。
- 7月12日 - ラフォーレミュージアム原宿にて行われた「iCON DOLL LOUNGE」に出演[120]。
- 7月18日 - SUNHALLにて行われた「BOUQUET presents IDOL ROCKS!」に出演[121]。
- 7月19日 - 横浜赤レンガ倉庫にて行われた「SUMMER CONFERENCE 2015 サマステ！」に出演[122]。
- 7月25日 - 名古屋M.I.Dにて行われた「『アイドル甲子園 in 名古屋』supported by 生メール」に出演[123]。
- 7月26日 - Zepp NAGOYAにて行われた「『アイドル甲子園 in Zepp NAGOYA』supported by 生メール」に出演[123]。
- 8月1日〜2日 - お台場・青海エリアにて行われた「TOKYO IDOL FESTIVAL 2015」に出演[124]。
- 8月7日 - TSUTAYA O-EASTにて行われた「Campus Summit 2015 -DREAM PROJECT-」に出演[125][126]。
- 8月19日 - 由比ヶ浜スタジオにて行われた「音霊OTODAMA SEA STUDIO 2015 〜Girl's Beach Memory〜supported by 君だけLIVE」に出演[127]。
- 8月29日 - 横浜アリーナにて行われた「@JAM EXPO 2015」に出演[128]。
- 8月30日 - Zepp DiverCity TOKYOにて行われた「『@JAM EXPO×アイドル甲子園』supported by 生メール」に出演[123]。
- 10月4日 - E.L.L.にて行われた「iCON DOLL LOUNGE in 名古屋」に出演[129]。
- 10月11日 - 名古屋ダイアモンドホールにて行われた「バズ☆ライブレーション」に出演[130]。
- 10月12日 - ラフォーレミュージアム原宿などにて行われた「iCON DOLL LOUNGE」に出演[131]。
- 10月24日 - TSUTAYA O-nestにて行われる「ハロシブ'15」に出演[132]。